# Billy Higgins (calciatore)
Billy Higgins, diminutivo di William Charles Higgins (Birkenhead, 26 febbraio 1924 – Canterbury, 1981) è stato un calciatore inglese, di ruolo attaccante.

## Caratteristiche tecniche
Era un'ala.

## Carriera
Esordisce tra i professionisti nella stagione 1945-1946, all'età di 21 anni, giocando la FA Cup 1945-1946 con il Tranmere; l'anno seguente, alla normale ripresa dei campionati dopo la sospensione dovuta alla seconda guerra mondiale (che al netto della FA Cup della stagione precedente si protraeva dalla fine della stagione 1938-1939) esordisce nella Football League realizzando una rete in 7 presenze nella prima divisione inglese con la maglia dell'Everton. Nella stagione 1947-1948 realizza invece 3 reti in 13 presenze, mentre nella stagione 1948-1949 gioca 14 partite senza mai segnare. La sua ultima stagione trascorsa con le Toffees è la 1949-1950, durante la quale realizza 4 reti in 14 partite nel campionato di prima divisione, nel quale in carriera ha quindi totalizzato complessivamente 8 reti in 48 presenze (che sono peraltro a conti fatti anche le sue uniche in carriera nei campionati della Football League): nel 1950 si trasferisce infatti ai Millonarios, club della prima divisione colombiana, che in quegli anni era nel periodo del cosiddetto El Dorado. La sua permanenza nel Paese sudamericano è però di breve durata, anche per via di alcuni stipendi non pagati dal club: già nel dicembre del 1950 gioca infatti nuovamente in patria, ma a livello semiprofessionistico, con i gallesi del Bangor City, nei quali rimane fino al termine della stagione 1952-1953.